# Gaudo-Kultur
Die Gaudo-Kultur war eine äneolithische, archäologische Kultur Süditaliens mit Hauptverbreitungszeit zwischen 3150 und 2950 v. Chr. Sie wird vorwiegend über ihre Nekropolen definiert.

## Typlokalität

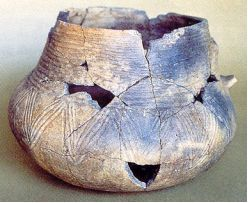
Keramik der Gaudo-Kultur

Die Gaudo-Kultur, italienisch cultura del Gaudo, ist nach ihrer eponymen Typlokalität, der Nekropole Spina-Gaudo benannt. Die Fundstätte liegt in Mündungsnähe des Sele in Kampanien (Provinz Salerno), nur einen Kilometer von der berühmten Tempelanlage von Paestum entfernt. Sie besteht aus einer Nekropolis von 2000 Quadratmeter Grundfläche, die sich aus insgesamt 34 Grabanlagen zusammensetzt. Entdeckt wurde die Anlage gegen Ende des Jahres 1943, als die Alliierten im Zuge der Operation Avalanche das Gaudo-Flugfeld erweiterten. Erste Untersuchungen wurden vom britischen Luftwaffenoffizier und Archäologen Lieutenant John G. S. Brinson schriftlich festgehalten. In den folgenden Jahren wurden mehrere Grabungskampagnen insbesondere unter der Leitung von P. C. Sestieri vorgenommen und auch in den 1960er Jahren ging die Forschung weiter.

## Verbreitungsgebiet
Die Gaudo-Kultur entwickelte sich vorwiegend im Süden Kampaniens. Sie breitete sich aber auch bis nach Latium aus, wo sie zwischen 3130 und 2870 v. Chr. mit der Rinaldone-Kultur und der Ortucchio-Kultur koexistierte. Abgelegenere Vorkommen finden sich im Norden Kalabriens, in Apulien, in den Abruzzen und auf Ischia.

## Nekropolis

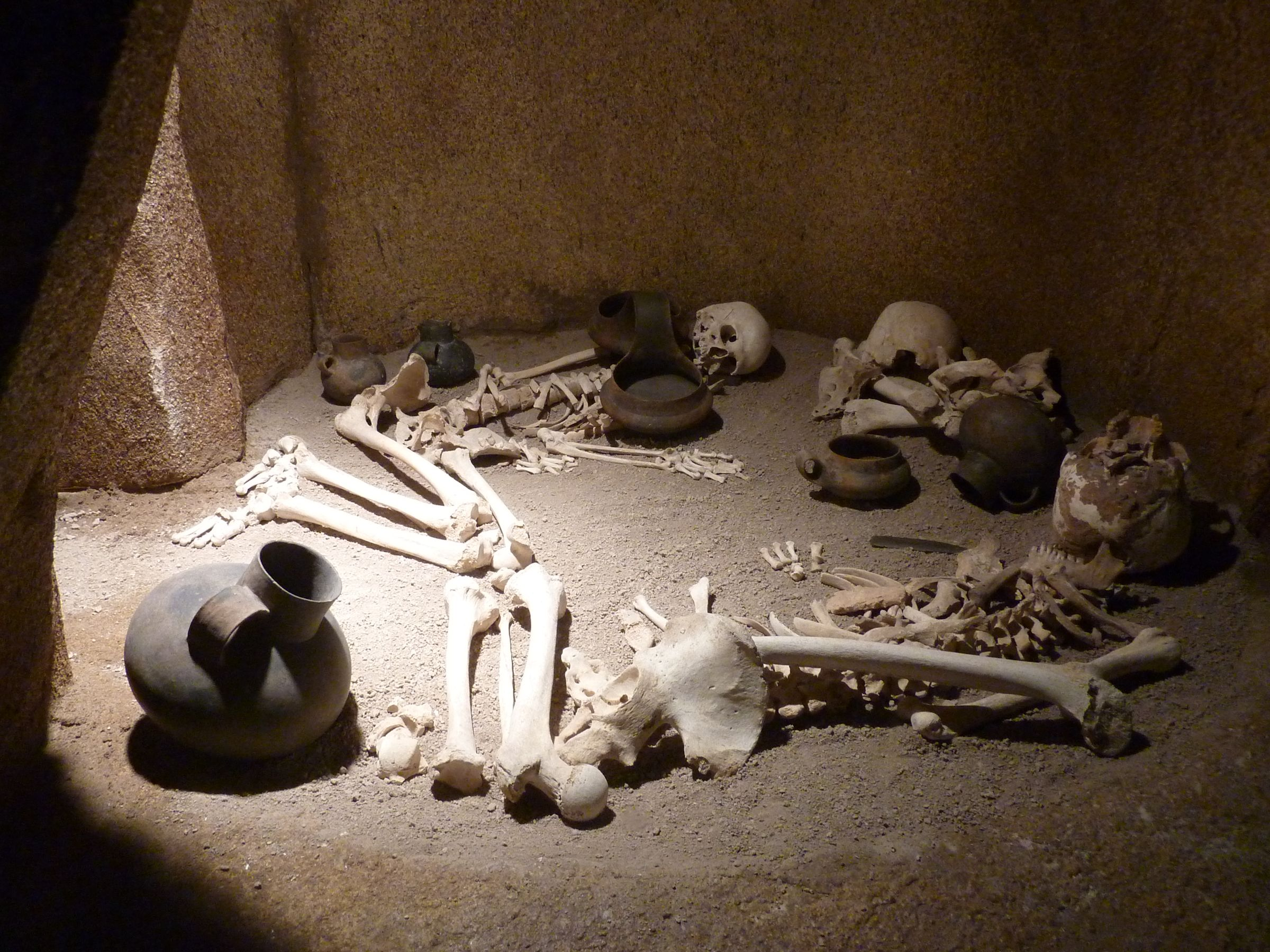
Rekonstruktion einer Grablegung im Archäologischen Nationalmuseum Paestum

Jede einzelne Grabeinheit, die sich aus ein bis zwei ovalen Grabkammern mit flach gewölbter Decke zusammensetzt, wurde backofenförmig aus dem Fels geschlagen. Jede der Kammern enthielt mehrere menschliche Skelette, die in der Fötalposition entweder in Seiten- oder in Rückenlage beigesetzt worden waren. Der Zugang erfolgte von oben über einen mehr oder weniger kreisrunden Schacht, der in einer vestibülartigen Vorkammer endete. Es gibt Hinweise, dass die Begräbniszeremonien von einer größeren Gruppe vollzogen wurden, die dann am Ende den Zugang mit einem großen Stein verschloss. Offensichtlich wurden die Grabkammern auch mehrmals wiederverwendet – erkennbar daran, dass der Zuletztbestattete immer am Kammerende niedergelegt wurde, umlagert von den Vorgängern.
Als Grabbeigaben fungierten feine Keramikgegenstände wie beispielsweise Askoi, Waffen wie Pfeil- und Lanzenspitzen, aber auch Messer aus Feuerstein und Kupfer.

## Kulturelle Einflüsse
Die Gaudo-Kultur belegt zahlreiche kulturelle Fremdeinflüsse, insbesondere aus dem östlichen Mittelmeer wie beispielsweise dem Ägäisraum oder dem Küstenbereich Anatoliens. Die Ähnlichkeiten in den Charaktermerkmalen der Keramiken und der Waffen aus Metall verleiteten manche Forscher, den Ursprung der Gaudo-Kultur gar in der Ägäis oder in Anatolien selbst zu suchen. Derartige Hypothesen finden jedoch mittlerweile keine Unterstützung mehr.
In Italien können die Wechselbeziehungen zwischen der Gaudo-Kultur und ihren zeitgleichen Nebenkulturen an mehreren Fundstätten beobachtet werden, insbesondere an den Fundstätten des Randbereichs. So wurden beispielsweise an der Fundstätte Tenuta della Selcetta 2 südlich von Rom im selben Grabmal Keramiken der Rinaldone-Kultur zusammen mit denen der Gaudo-Kultur angetroffen. Andere Fundstätten in Latium zeigen ebenfalls das gleichzeitige Auftreten verschiedener kultureller Einflüsse. Beispielsweise waren in Maccarese – Le Cerquete Fianello Keramiken des Canelle-Typs zusammen mit Rinaldone- und Gaudokeramiken vergesellschaftet. Der Einfluss der Gaudo-Kultur ist selbst noch in der Toskana spürbar. In der Sassi Neri-Höhle bei Capalbio wurden Keramiken entdeckt, die in ihrer Formgebung den kampanischen Gefäßen sehr nahestehen. In manchen Grabmälern der Toskana werden südliche Stilelemente der Gaudo- und der Laterza-Kultur spürbar, erkennbar an den flaschenförmigen Vasen, den bikonischen Vasen, den Kielschalen und anderen. Einige Vasen-Typen ähneln hingegen vergleichbaren Gegenständen der sardischen Abealzu-Kultur. Umgekehrt tauchte eine Vase der sardischen Monte-Claro-Kultur auf der Halbinsel unter Gaudo-Material auf. Schließlich sollte auch noch die Verwandtschaft der Keramiken der Gaudo-Kultur mit denen der zeitgleichen Kulturen Siziliens betont werden.

## Lebensweise
Mehrere Faktoren sprechen für die Annahme, dass die Menschen der Gaudo-Kultur als Nomaden lebten. Darauf verweist auch die extrem niedrige Anzahl bekannter Siedlungen. Wahrscheinlich lebten die Menschen in provisorisch errichteten Strukturen, die keinerlei archäologische Spuren hinterließen. Im Vergleich zu Strukturen aus Stein sind derartige Unterstände ideal für eine sehr mobile Lebensweise.
Vieles deutet auch auf ein Vorherrschen der Tierhaltung. Untersuchungen des Zahnschmelzes von Verstorbenen legen eine fleischliche Ernährung nahe. In den Grabmälern wird dies auch durch Knochenfunde von Haustieren wie Rindern unterstrichen.
Mehrfach waren Hunde neben den Verstorbenen beigesetzt worden. In einer nomadisch lebenden Bevölkerung haben Hüterhunde für den Zusammenhalt der Herde(n) einen hohen Stellenwert.
Auffallend ist auch die hohe Anzahl von Fundstätten auf für Ackerbau ungünstigen Höhenlagen, welche jedoch für die Transhumanz gut geeignet waren. Fundstätten in den fruchtbaren Ebenen sind aber durchaus bekannt.
Insgesamt betrachtet bestand ein Großteil der Bevölkerung der Gaudo-Kultur wohl aus nomadisch lebenden Hirten, dennoch dürfte die damalige gesellschaftliche Realität durchaus etwas nuancierter ausgesehen haben.
Interessanterweise wurden in der Nekropole von Pontecagnano neben den Knochenresten von Schafen, Ziegen, Rindern und Hunden auch Schweineknochen angetroffen. Schweine sind wiederum nur schwierig in einen nomadischen Lebensstil integrierbar.
Schließlich sind Dörfer bekannt, welche eine dauerhaft sesshafte Lebensweise nahelegen. In Selva dei Muli in Latium beispielsweise deuten Mühlen und gefundene Mahlsteine auf Getreideverarbeitung. Auch für den Fischfang gibt es in Selva dei Muli anhand gefundener Netzbeschwerer eindeutige Hinweise. Die Jagd wird ihrerseits durch Wildschweinhauer belegt, welche in einigen Grabmälern als Grabbeigaben fungieren.
Die Menschen der Gaudo-Kultur gingen neben dem reinen Nahrungserwerb auch kunsthandwerklichen Tätigkeiten nach wie z. B. der Keramikherstellung oder der Anfertigung von Werkzeugen und Waffen aus Feuerstein oder aus Metall.

## Siedlungen
Im Hauptverbreitungsgebiet der Gaudo-Kultur in Kampanien sind nur sehr wenige Siedlungsplätze bekannt. Seltene Ausnahmen wie Fratte bei Salerno sind nur schlecht dokumentiert. Am Verbreitungsrand in Latium werden die Siedlungen etwas häufiger. Sie liegen hier gewöhnlich in für den Ackerbau geeigneten Landstrichen, wie z. B. die Fundstätte Le Coste am Fuciner See in den Abruzzen. In der Gegend von Neapel wurden außerdem auch natürliche Höhlen aufgesucht.
Selva dei Muli bei Frosinone im Süden Latiums hat wichtige neue Informationen zu Tage gefördert. Die Siedlung war von einer Palisade umgürtet, deren defensive Aufgabenstellung keinerlei Zweifel hinterlässt. Auch eine rechteckige, 10 Meter lange Hütte wurde ausgegraben. Da nur noch Pfostenlöcher identifiziert werden konnten, war sie offensichtlich aus vergänglichem Material erbaut worden, wahrscheinlich aus Holz. Weitere vorgefundene Pfostenlöcher ermöglichten überdies die Rekonstruktion von Nebengebäuden, in denen das Vieh untergebracht war. Weitere indirekte Informationen über die Hütten liefern Keramikreste. So wurden in verschiedenen Gräbern Topfdeckel aus Terrakotta entdeckt, die in Morphologie und Dekor als Nachbildungen der Hütten anzusehen sind. Letztere waren demzufolge zylindrischer Natur mit einer Dachform in Gestalt eines etwas zusammengedrückten Kegels.
Eine globale Analyse sämtlicher Fundstätten inklusive der Nekropolen zeigt, dass die Fundstätten mehrheitlich an natürlichen Verkehrswegen wie beispielsweise Tälern lagen, welche die Einzelregionen miteinander verbanden. Hierzu gehört auch die Fundstätte Toppo Dagguzzo, die aber eventuell bereits zur Taurasi-Kultur zu rechnen ist. Toppo Dagguzzo lag befestigt auf einer strategischen Anhöhe und kontrollierte die hier aus Kampanien, Apulien und der Basilikata einmündenden Seitentäler.
Die Küstenzone hatte mit Ausnahme der Typlokalität Spina-Gaudo keine besondere Vorrangstellung. Dennoch lassen neuere Entdeckungen erkennen, dass ein Teil des Außenhandels über das Meer erfolgt war. Von großem Interesse ist hierbei der Handel mit Kupfer, welches als Metallbarren oder in Erzform verschifft wurde.

## Keramik

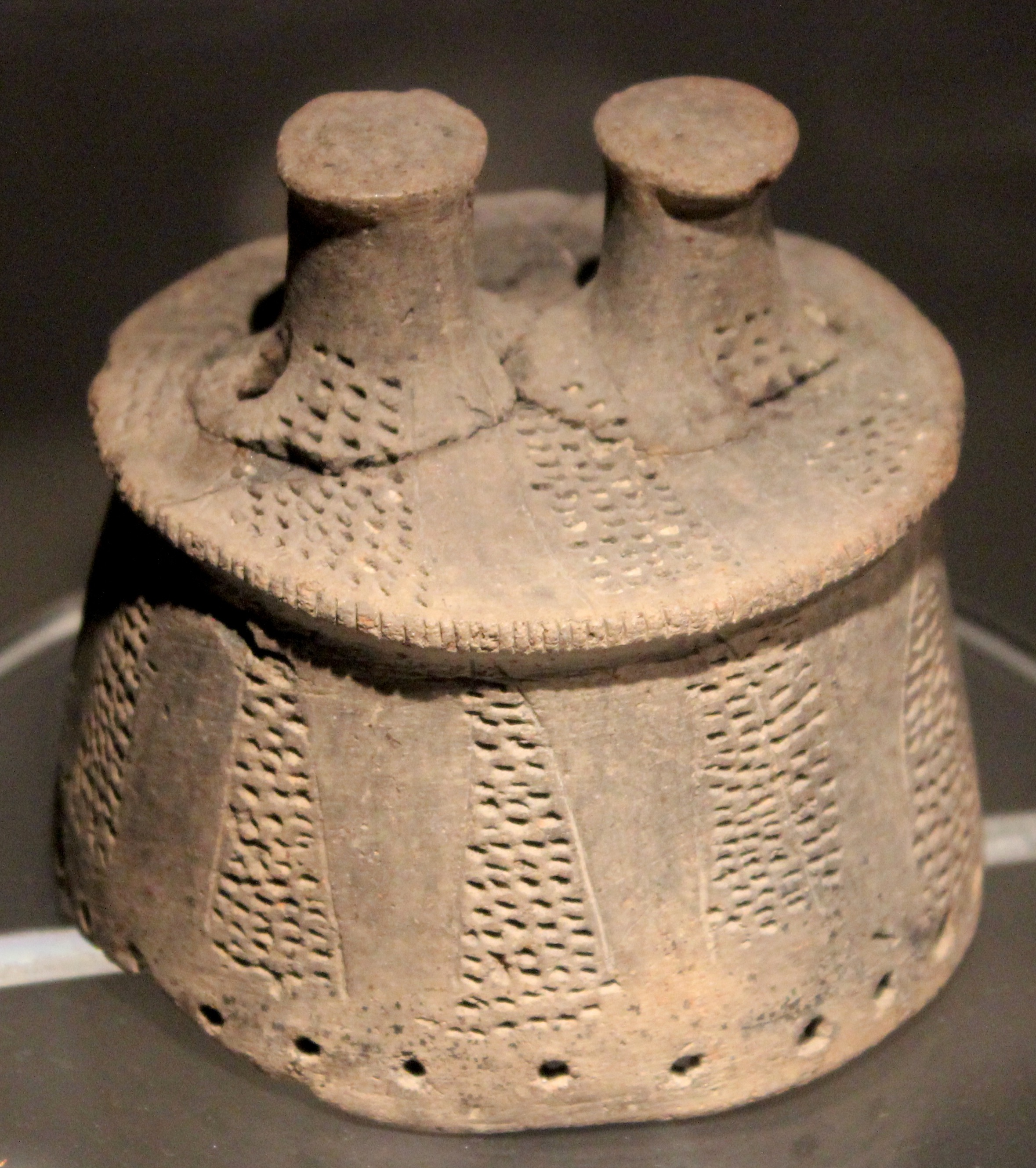
Keramik der Gaudo-Kultur

In den Grabanlagen tritt Keramik recht häufig auf. Ihre Ausführung ist meist recht ordentlich, gelegentlich können jedoch auch Brennfehler bemerkt werden, welche sich durch abwechselnd rötliche und dunkle Flecken auszeichnen. Die Vasen besitzen ein breites Formenspektrum wie beispielsweise Askoi, Urnen, langhalsige Flaschen, Amphoren, Kochtöpfe, Pyxiden, Weckgläser, Tassen, Gläser, Teller, Schüsseln und doppelhalsige Salzstreuer. Auch Miniaturformen sind bekannt. Die Keramik ist gewöhnlich nur wenig dekoriert, einige Vasen ausgenommen, welche durch zickzackartige, geometrische Muster bildende Einschnitte und Einstempelungen verziert wurden. Mit Ausnahme der bereits weiter oben erwähnten Hausmodelle aus Terrakotta finden sich keinerlei figürliche Darstellungen. Sehr selten sind Verzierungen aus schuppenartig aufgetragenem Ton.

## Steinartefakte

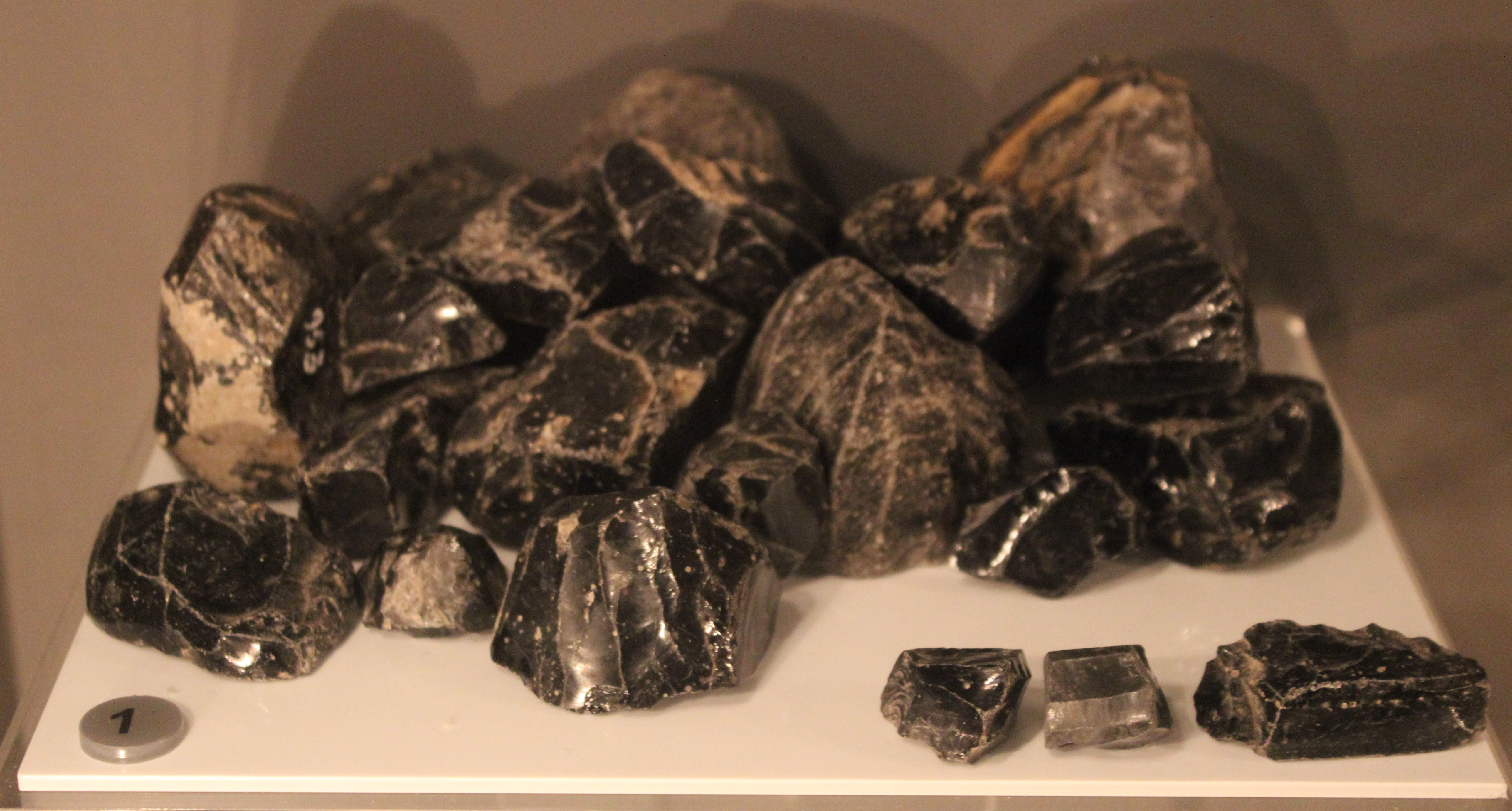
Obsidianfragmente der Gaudo-Kultur

Steinartefakte wurden vorwiegend in Grabmälern aufgefunden, in Siedlungen sind sie selten. So wurden in der Siedlung Selva dei Muli trotz intensiver Ausgrabungen insgesamt nur 40 Steinartefakte entdeckt, mehrheitlich mittels Abschlagtechnik bearbeitete Feuersteinknollen sowie 3 oder 4 Pfeilspitzen. Die Fundstätte Le Coste in den Abruzzen besaß hingegen eine eigene Werkstatt für Pfeilspitzen aus Feuerstein.
Neben den vor Ort anstehenden Gesteinen importierten die Menschen der Gaudo-Kultur auch andere Gesteinstypen wie den seltenen Obsidian. In Selva dei Muli wurden drei Artefakte aus Obsidian entdeckt, welche aus Palmarola und Lipari stammten. Eine Pfeilspitze aus Obsidian kam in der Grabanlage Tor Pagnota bei Rom zum Vorschein.
Die Steinartefakte in den Gräbern bestehen hauptsächlich aus dem Feuerstein des Gargano. Möglicherweise wurde der Feuerstein von den Menschen der Gaudo-Kultur dort selbst abgebaut, da im ehemaligen Bergwerk von Valle Sbernia/Valle Guariglia bei Peschici Grablegungen gefunden wurden, die der Gaudo-Kultur zugeordnet werden. Diese Zuordnung wird aber nicht allgemein anerkannt, da es sich auch um Gräber der Laterza-Kultur handeln könnte.
Der Feuerstein des Gargano wurde zur Herstellung großer Klingen verwendet, welche mittels Drucktechnik erzeugt wurden und bis zu 21 Zentimeter lang und 4,1 Zentimeter breit waren. Ihre durchschnittliche Dicke betrug 11 Millimeter. Mehr als 200 Klingen sind bisher bekannt. Die meisten wurden systematisch zu Dolchen retuschiert, viele fanden aber auch als Messer Verwendung. Abgenutzte Klingenränder wurden überarbeitet.
Zweiseitige Dolche (franz. Bifaces) wurden ebenfalls vorwiegend aus Gargano-Feuerstein gearbeitet und nur selten aus anderem Material. Von ihnen existieren mehrere Zehner an Fundstücken. Sie gingen aus groben Abschlägen großer Feuersteinknollen hervor und sind 10 bis 30 Zentimeter lang. Die Retuschierung wurde sehr sauber ausgeführt und bedeckt die gesamte Oberfläche. Die zweiseitigen Dolche wurden teilweise auch als Messer eingesetzt.
Die meist sehr sauber gearbeiteten Pfeilspitzen sind weit zahlreicher als Dolche. Auch sie bestehen vorwiegend aus Gargano-Feuerstein. Ihre enorme Größe (mehr als 10 Zentimeter!) lässt jedoch einen Gebrauch für Jagdzwecke anzweifeln, sondern legt wohl eher einen rituellen Verwendungszweck nahe.
Spitzen wurden auch aus anderen Materialien erstellt, es ist jedoch nicht zu entscheiden, ob diese eine Projektilfunktion hatten oder als Schneidewerkzeug auf einen Stiel aufmontiert wurden.

## Werkzeuge aus Knochen und Geweih
Werkzeuge aus Knochen und Geweih treten nur untergeordnet auf, hatten aber zumindest im Dorf Selva dei Muli eine gewisse Bedeutung. In den Nekropolen fehlen sie fast vollständig mit Ausnahme von Pontecagnano, wo die Reste eines Metalldolchs gefunden wurde, dessen Griff mit Knochenmaterial ummantelt war.

## Geschliffene  Steinwerkzeuge
Geschliffene Steinwerkzeuge sind in der Gaudo-Kultur ebenfalls nur selten anzutreffen. Es existieren nur wenige Fundstücke, alle von geringer Größe. Zwei Bruchstücke geschliffener Steinäxte kamen in Selva dei Muli zum Vorschein.

## Metallverarbeitung
Metallfunde wurden ausschließlich in den Nekropolen gemacht. Insgesamt betrachtet sind sie rar. Von den 2000 rezensierten Fundstücken sind nur 1,5 % aus Metall. Manche Nekropolen wie beispielsweise Eboli besitzen überhaupt keine Metallfunde.
Vorherrschend sind Dolche der unterschiedlichsten Formgebungen. Sie sind meist sehr langgezogen, jedoch oft viel zu dünnwandig, als dass sie als Waffen hätten eingesetzt werden können. Vielleicht wurden sie als Messer verwendet.
Auffallend auch Hellebarden mit großen Dreiecksklingen, die senkrecht zum Stiel angebracht wurden. Nur eine einzige, recht kleine Axt ist bekannt, die aus der Nekropole Madonna delle Grazie in Mirabella Eclano stammt.
Die Dolche setzen sich aus arsenreichem Kupfer zusammen. Zwei Armreifen bestehen aus Silber. Insbesondere die Dolche sind in ihrer Formgebung charakteristisch für die Gaudo-Kultur und wurden wahrscheinlich in eigenen Werkstätten kunsthandwerklich hergestellt. Dennoch ist zu bedenken, dass in Kampanien keine Kupferlagerstätten vorhanden sind und das Metall daher eingeführt werden musste.

## Schmuckgegenstände
Schmuckgegenstände sind selten. Neben den beiden silbernen Armreifen, die weiter oben bereits erwähnt wurden, fanden sich Nadeln aus Knochen mit T-förmigen Kopf und Wildschweinhauer. In der Nekropole Madonne delle Grazie  in Mirabello Eclano wurde ein aus Sandstein angefertigter Stab angetroffen, dessen Knauf zugerundet war.

## Webwaren
Webrahmenbeschwerer und Spindeln kamen in mehreren Gräbern zum Vorschein und auch im Dorf Selva dei Muli finden sich Webspuren. Die hergestellten Webwaren sind jedoch nicht erhalten geblieben und vollkommen unbekannt.

## Gräber und Begräbnisriten

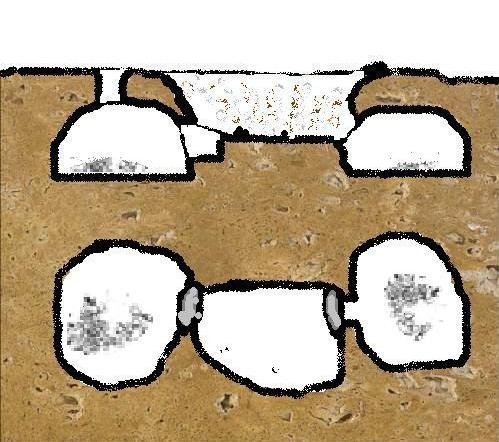
Grabmal der Gaudo-Kultur bestehend aus einem Zugangsschacht mit Vorkammer und zwei Grabkammern

Neben Bestattungen in natürlichen Höhlen und in Gräben wurden die Gräber, wie eingangs bereits erwähnt, vorwiegend in kleinen Kuppeln angelegt, die aus dem Anstehenden herausgearbeitet und über einen senkrechten Schacht zugänglich waren. In Bucino in Kampanien lassen sich zwei Grabtypen nachweisen – große, tiefliegende Kuppeln sowie kleinere, nahe der Oberfläche liegende Gruften, wobei die einzelnen Grabanlagen sich zu einer mehr oder weniger stattlichen Nekropole zusammenfassen lassen. Die Typlokalität Spina-Gaudo ist unter den verschiedenen Nekropolen mit rund 2000 Quadratmeter Flächenausdehnung sicherlich am bedeutendsten. Verschiedene Grabungskampagnen haben bisher 45 unterschiedliche Grabmaltypen identifizieren können, wobei es wahrscheinlich noch mehr waren, da viele Strukturen der Zerstörung anheimfielen, ohne Spuren zu hinterlassen.
Die Grabriten während der Gaudo-Kultur dürften sehr unterschiedlich und komplex gewesen sein, sie zeigen aber dennoch gewisse Regelmäßigkeiten. Es hat allen Anschein, dass nicht alle Mitglieder der damaligen Gesellschaft in den Grabanlage bestattet wurden. So fehlen Neugeborene und auch unter den Erwachsenen fand eine Auswahl statt. In Pontecagnano fehlen beispielsweise Kleinkinder.
Die Anzahl der Beigesetzten in den Grabkammern unterliegt ebenfalls Schwankungen und es wurde selbst eine vollkommen leere Gruft vorgefunden. Dennoch wurden die meisten Grabkammern mehrfach belegt, wobei die Vorgänger nach hinten geschoben wurden. Manche Grabanlagen dienten auch als Beinhäuser. Meist wurden den Verstorbenen Keramiken und bearbeitete Artefakte aus Stein mitgegeben, manchmal auch Dolche und Pfeilspitzen. Gelegentlich wurde Ocker auf ihr Haupt gestreut.  Die an den Eingangsschächten entdeckten Gegenstände, wie absichtlich zerschlagene Vasen, lassen auf Grabriten schließen. Die Überreste ein und derselben Vase konnten selbst in zwei verschiedenen Gruften wiedergefunden werden.
In Palata 2 in Apulien enthielt ein kleiner Graben Keramikfragmente, die der Gaudo-Kultur zugeordnet werden können. Das gleichzeitige Vorhandensein großer Rinderknochen und kleiner Felsblöcke, die offensichtlich erhitzt worden waren, lässt hier auf rituelle Praktiken schließen.

## Gesellschaftsstruktur
Die Gegenwart von sehr reichhaltigen Grabbeigaben in manchen Nekropolen könnte auf eine Hierarchisierung inmitten der Gaudo-Kultur hindeuten. So tritt in der Nekropole Madonna delle Grazie in Mirabella Eclano das Grab des Capo Tribù eindeutig hervor, da es mehrere Dolche aus Feuerstein und Metall, mehrere Zehner an Pfeilspitzen, ein zepterartiges Sandsteinobjekt und zahlreiche Keramikreste vorweisen kann. All diese Gegenstände gehörten wahrscheinlich zu einer Einzelperson, die zusammen mit ihrem Hund bestattet worden war.

## Fundstätten

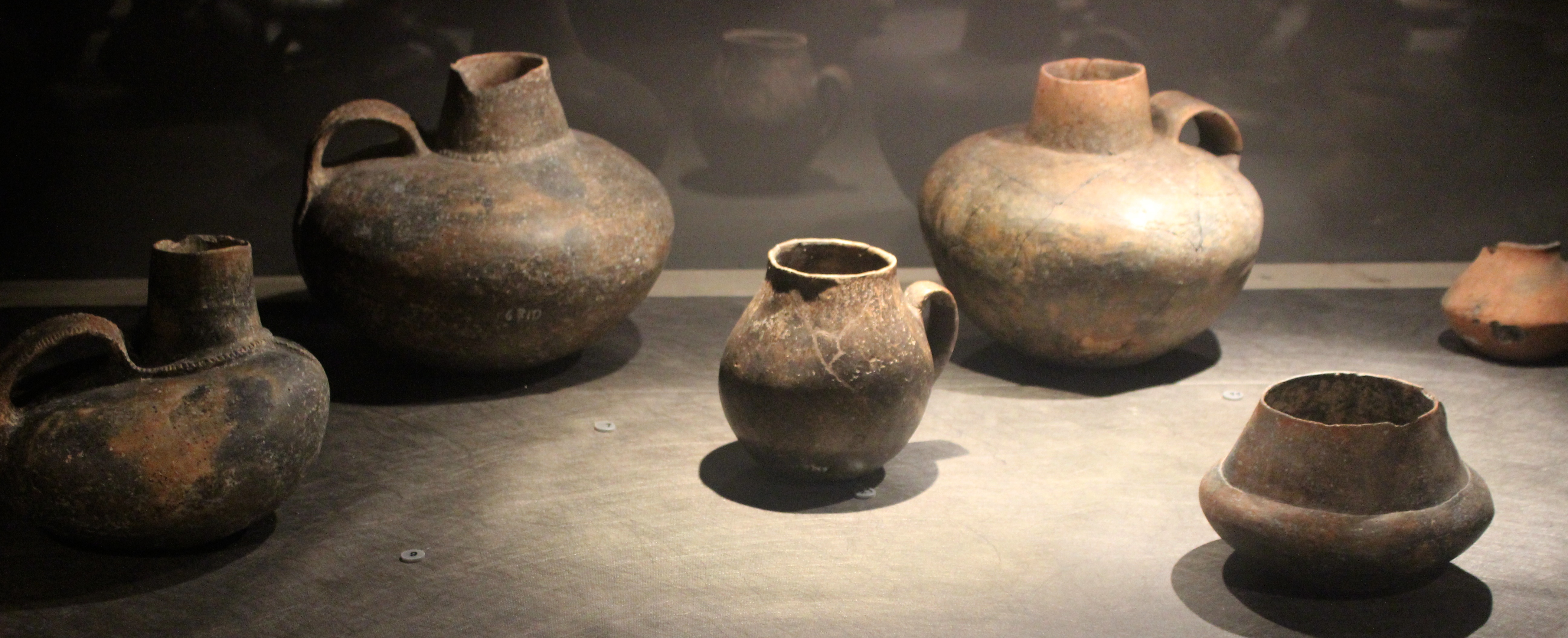
Keramiken der Gaudo-Kultur

In Kampanien liegen weitere Fundstätten der Gaudo-Kultur, wie z. B. die Siedlung in Taurasi sowie die Nekropolen von Eboli und Buccino.
Die Fundstätten im Einzelnen:
- Spina-Gaudo bei Paestum (Typlokalität – Nekropole)
- Buccino in Kampanien (Nekropole)[30]
- Caivano In Kampanien[31]
- Santa Maria dei Bossi, bei Casalbore in Kampanien[32]
- Eboli in Kampanien (Nekropole)
- Felci-Höhle auf Capri
- Fratte bei Salerno
- Le Coste am Fuciner See in den Abruzzen
- Maccarese – Le Cerquete Fianello
- Madonna delle Grazie, bei Mirabella Eclano in Kampanien (Nekropole)
- Palata 2 in Apulien
- Piano di Sorrento in Kampanien
- Pontecagnano in Kampanien (Nekropole)
- Roggiano Gravina in Kalabrien
- Selva dei Muli bei Frosinone in Latium – mit Palisaden befestigtes Dorf
- Taurasi – Siedlung
- Tenuta della Selcetta 2 bei Rom
- Toppo Dagguzzo (gehört möglicherweise zur Taurasi-Kultur)

## Museo archeologico nazionale di Paestum
Im Archäologischen Nationalmuseum in Paestum sind viele Artefakte der Gaudo-Kultur zur Besichtigung ausgestellt.

## Chronologie
Der Gaudo-Kultur wurde gewöhnlich der Zeitraum 3000 bis 2500 v. Chr. zugeordnet – eine recht unpräzise Angabe, die durch keinerlei Radiokohlenstoffdatierungen untermauert war. Neuere Untersuchungen ermöglichen mittlerweile eine recht genaue zeitliche Einordnung. Hiernach entwickelte sich die Gaudo-Kultur ab 3150 v. Chr. und überdauerte bis 2300 v. Chr. Ihre Ursprünge dürften zweifelsohne in der Taurasi-Kultur zu suchen sein, welche vor kurzem in Kampanien ausgeschieden wurde und von 3500 bis 3250 v. Chr. existierte. Die Gaudo-Kultur wurde ihrerseits bereits ab 2950 v. Chr. sukzessive von der Laterza-Kultur verdrängt, welche im Südosten der Italienischen Halbinsel angesiedelt war.